# Bionicle
Bionicle est le nom d'une franchise de jouets commercialisée à partir de 2001 par Lego, représentant des personnages d'un univers épique qui s'est étoffé pendant plus de dix ans. 
C'est un succès commercial tout au long des années 2000, dont les figurines se sont vendues à plus de 190 millions d'exemplaires sur la décennie, d'après David C. Robertson, auteur du livre De Brique en Brique : Comment Lego a réécrit les règles de l'innovation et conquis l'industrie mondiale du jouet. En France, 800 000 exemplaires auraient été vendus au cours de la seule année de lancement, d'après Le Monde. 
L'univers derrière les personnages est difficile à classer, alternant entre Fantasy et Science-fiction, volontiers qualifié de Science fantasy par l'universitaire Irène Langlet. L'auteur principal des livres décrit lui-même Bionicle comme « une histoire avec des héros biomécaniques qui combattent le mal, plongés au beau milieu d’une intrigue bouleversante dont ils ignorent tout ». 

## Principe
Bionicle signifie Chronique biologique (Biological chronicle).
Chaque année de 2001 à 2010, une série de jouets représentant de nouveaux personnages ou d'anciens personnages mutés était vendue en magasin, utilisant des pièces issues des Lego Technic, ainsi que de nombreuses pièces spécifiques. De petits objets à collectionner étaient également vendus en paquets remplis au hasard. Le succès fut immédiat, assez important pour le fabricant alors en difficulté financière. Ce modèle fut reproduit lors du retour éphémère de la gamme de 2015 à 2016. 
Les jouets Bionicle sont des figurines de diverses tailles, représentant des personnages ou créatures d'un univers doté d'une histoire assez construite, ce qui constitua une importante innovation pour Lego. De plus, les possibilités multiples d'assemblage permettent de présenter d'autres personnages officiels appelés « combo », en rassemblant les pièces de plusieurs ensembles. Les personnages ainsi obtenus pouvaient être des fusions physiques temporaires des personnages dans l'histoire ou, le plus souvent, des personnages à part entière. 
Les personnages faisaient l'objet d'histoires sous forme d'animations et de bandes dessinées, le tout étant disponible sur le site Internet Bionicle.com. Par la suite, des romans, des films et des jeux vidéo furent produits. Les fans ont également contribué à l'ajout de nombreux personnages inédits dans l'histoire, ou déjà évoqués dans les romans sans être illustrés. Quelques concours ont été organisés par Lego à cet effet, les gagnants voyant leurs créations devenir des personnages de l'histoire officielle. Au total, l'univers Bionicle de la seule première génération compte plus de 300 personnages. 
Certains héros et lieux reçurent des noms ayant un sens en langue māori. Cette utilisation ne fut pas appréciée par la communauté mãori, ce qui força Lego à renommer plusieurs personnages pour éviter d'entacher le succès de Bionicle, représentant à l'époque selon le journal Le Monde « un investissement de plusieurs millions d'euros » et constituant « le projet le plus ambitieux et le plus coûteux jamais lancé par le fabricant ». Matoran et Turaga remplacèrent ainsi le nom englobant de Tohunga, pour désigner respectivement les villageois et leurs doyens. Cependant, quelques-uns furent conservés : Toa par exemple, signifie champion en langue māori. 

## Lois de l'univers fictif
Une erreur courante est de croire que les personnages de Bionicle sont des robots. Les personnages de l'histoire sont bioniques (l'auteur des romans emploie lui-même le mot biomécanique), ce qui signifie que certains de leurs organes internes sont en matériaux organiques, mais que l'extérieur de leur corps est fait de matériaux métalliques ou de dureté équivalente. Les personnages peuvent être mâles ou femelles, mais la distinction ne concerne que le comportement. 
L'univers de Bionicle n'obéit pas aux lois scientifiques connues : les personnages possèdent des pouvoirs surnaturels, les principaux pouvoirs des héros centraux, les Toa, étant par exemple basés sur les quatre éléments (eau, feu, terre, air), complétés de deux éléments supplémentaires, la pierre et la glace (il s'agit plus du contrôle du froid que de la glace en tant que matériau). Parmi les villageois, les Matoran de l'eau, de la foudre et du psychisme sont des femelles, la plupart des autres sont des mâles. Des héros secondaires possèdent parfois des pouvoirs issus d'un autre élément : plasma, gravité, magnétisme, végétation, son… La lumière et l'ombre (qui n'est pas seulement l'absence de lumière) jouent un rôle particulier car l'ombre est l'élément de l'ennemi principal, tandis que la lumière est l'arme la plus puissante contre lui.
Malgré cela, l'univers Bionicle n'est pas considéré comme magique ; les faits impossibles dans l'univers normal tels que les pouvoirs, les transformations, sont fréquemment expliqués par des phénomènes similaires aux lois physiques de notre univers. Il y a toujours une sorte de vraisemblance scientifique, mais avec des bases différentes. En particulier, à peu près toutes les technologies existantes dans cet univers et impossibles dans le nôtre s'expliquent par les propriétés d'une matière fictive, le protodermis, qui peut à la fois prendre l'apparence du métal ou de la matière organique. C'est à partir du protodermis que sont créés les disques kanoka (objets dotés de pouvoirs utiles, surtout utilisés comme projectiles) et le corps d'une grande partie des entités vivantes est composé de protodermis.
La plupart des personnages de l'univers principal portent des masques appelés kanohi, forgés à partir des disques kanoka. Les plus puissants disposent de masques dotés de pouvoirs parfois plus importants que la norme. Les Matoran portent des masques sans lesquels ils ne peuvent survivre longtemps, mais sans accéder à leur pouvoir (sauf s'ils sont transformés en Toa), et révèrent trois vertus : « l'union, le devoir et la destinée », témoignant d'une perception souvent mystique du monde et des évènements dans lesquels ils évoluent.

## BIONICLE Génération 1 (2001-2010)

### Arc de l'île de Mata Nui
Les trois premières années de la saga Bionicle (jouets vendus en 2001 à 2003) se déroulent sur l'île de Mata Nui, du nom d'un Grand esprit bienveillant honoré par ses habitants, et qui aurait été plongé dans un sommeil éternel depuis mille ans par le Makuta, décrit comme le maître des ombres. Les habitants de l'île, les Matoran, ont les plus grandes difficultés à survivre depuis que le Makuta a corrompu des Rahi (nom désignant la faune de l'île) autrefois paisibles, en bêtes impitoyables. L'histoire démarre avec six capsules métalliques qui accostent au large de l'île : les légendaires Toa dont les chefs des villages nommés Turaga prédisaient la venue, arrivant pour ramener la paix. Il s'agit de guerriers puissants contrôlant les éléments, qui vont descendre affronter le Makuta une première fois dans son repaire.
La deuxième année raconte le combat des Toa et des habitants contre une nouvelle vague de créatures monstrueuses chargées de nettoyer l'île de toute construction et toute vie s'y opposant : les essaims de Bohrok, ainsi que la transformation des Toa en Toa Nuva après leur exposition au protodermis énergisé.
Durant la troisième année, les Toa devenus Toa Nuva doivent tout d'abord arrêter six Bohrok d'élite, les Bohrok-Kal, puis faire face à une nouvelle menace pour les habitants de l’île : les Rahkshi, créatures maléfiques surnommées les fils du Makuta qui a en réalité survécu. Les Toa Nuva doivent battre ses progénitures et permettre l'apparition du septième Toa, qui mènera la lutte ultime contre le Makuta lui-même. Un premier film produit par Miramax raconte cet épisode, et met en scène la plupart des personnages et objets posant le cadre de l'univers Bionicle :

#### La quête des Masques (2001)
- Toa Mata / Nuva : Les six gardiens apparus pour protéger l'île de Mata Nui et ses habitants. En règle générale les Toa sont des Matoran transformés, mais les Toa Mata ont été créés directement sous cette forme. Ils deviendront les Toa Nuva à la suite de l'acquisition de nouveaux pouvoirs.
- Turaga : Vieux sages respectés et chefs des six villages des Matoran, contant la légende de Mata Nui. Ils finiront par dévoiler avoir été eux-mêmes des Toa jadis.
- Matoran : Habitants des Koro, les villages sur l'île de Mata Nui. Les Toa ont juré de les protéger, mais ils savent également se défendre malgré leur petite taille.
- Rahi : Nom donné de manière générique à la faune et aux créatures étrangères dans l'Univers matoran. Sur l'île de Mata Nui, ils furent les premiers adversaires des Toa, corrompus par le Makuta à l'aide de masques kanohi infectés.
- Makuta : Entité maléfique métamorphe capable d'infecter les masques pour transformer des créatures sans méchanceté en soldats à son service. Quand les Toa l'affrontèrent, il avait l'apparence d'un bloc de tentacules noirs. Il fut vaincu et donc incapable d'agir quelque temps.
- Kanohi : Masques de pouvoirs portés par les habitants de l'Univers matoran. Il en existe de plusieurs classes, les plus puissants parmi les masques courants sont appelés Grands, et d'autres de moindre puissance sont appelés Nobles. Les Turaga recommandent aux Toa de retrouver tous les masques cachés sur l'île (un de chaque type pour chaque Toa) avant d'affronter le Makuta.
- Kaita : Désigne les fusions de personnages. Par exemple, quand les pouvoirs respectifs des Toa ne suffisent pas, ils peuvent à de rares occasions se combiner trois par trois, formant des créatures plus puissantes nommées Toa Kaita. Les Bohrok, Bohrok-Kal, et Rahkshi ont parfois aussi pu former des Kaita.

#### Les essaims de Bohrok (2002)
- Bohrok : Armures robotisées, capables de se transformer en boule. Il existe six types de Bohrok différents, un pour chaque élément, organisés en essaims. Chacun d'entre eux avait deux boucliers dotés de pouvoirs spécifiques. Les Bohrok étaient animés par des masques organiques appelés krana.
- Bahrag : Reines jumelles des essaims de Bohrok, à l'allure de Rahi. Quand les Toa ont vaincu les Bahrag, les krana ont perdu leurs pouvoirs et les Bohrok sont tombés, inanimés.
- Bohrok Va : Petites unités escortant les Bohrok, leur apportant des krana de rechange. Ce sont les petits ensemble de l'année 2002.
- Boxor : Véhicules de combat fabriqués par le Matoran Nuparu à partir de pièces de Bohrok. Les Matoran s'en servirent pour combattre ces derniers, et même un Bohrok-Kal.
- Exo-Toa : Armures sous forme d'exosquelette imposant et à l'allure de mécha, servant aux Toa pour affronter les Bahrag. L'Exo-Toa est vendu sans Toa à l'intérieur, mais n'importe lequel des Toa de 2001 ou 2002 (en retirant l'armure légère) peut s'adapter à elle.
- Krana : Cerveaux des Bohrok, sans lequel ils sont inertes. Un Matoran ou même un Toa devient un serviteur du nid si son kanohi est remplacé par un krana. Un krana peut s'éjecter de son Bohrok, sacrifiant un véhicule en tentant de transformer un ennemi en serviteur de l'essaim. Il existe huit formes de krana, correspondant à différents rôles allant du chef à l'éclaireur.

#### Le Masque de lumière (2003)
- Bohrok-Kal : Six Bohrok d'élite, disposant de pouvoirs basés sur les phénomènes physiques : électricité, gravité, etc. Ils tentèrent de libérer les reines Bahrag, et pour cela privèrent les Toa de leurs pouvoirs élémentaires à l'aide de stèles sacrées qu'ils réunirent en secret.
- Rahkshi : Créés à partir de l'essence même du Makuta, ils sont les fils du chef suprême du mal sur Mata Nui. Il n'y en a que six sur Mata Nui, mais bien d'autres ont existé auparavant (voir Metru Nui) et plus tard.
- Kraata : Portion infime de l'essence du Makuta, se présentant sous forme d'une limace. Les kraata ont différents pouvoirs selon leur couleur, et cela à différents niveaux, leur forme étant modifiée selon ces derniers. Ce sont les kraata qui ont infecté les masques que portaient les Rahi lors de l'arrivée des Toa. Le Makuta peut créer un Rahkshi en utilisant deux kraata de même pouvoir et même niveau.
- Takanuva : Toa de lumière, ayant pour destin de vaincre le Makuta. Quand le Masque de lumière fut découvert, deux Matoran, Takua et Jaller, partirent à la recherche de son porteur. Quand Jaller se sacrifia pour sauver Takua des Rahkshi, ce dernier mit le masque et devint Takanuva. Il est le premier Toa qui ne fut pas vendu en canette mais en boîte, accompagné d'un véhicule.

- Takutanuva : Personnage apparu dans le film Bionicle : Le Masque de lumière, lorsque Takanuva affronta le Makuta et fut plongé avec lui dans un bassin de protodermis, d'où il sortit une seule créature, Takutanuva. Celui-ci ouvrit la porte qui condamnait le tunnel menant de Mata Nui au monde perdu de Metru Nui.

### Arc de Metru Nui
En 2004, la saga Bionicle amorce un immense flashback de deux ans ; les sages Turaga content leurs propres aventures en tant que Toa mille ans plus tôt. Ils racontent comment ces anciens Toa, dits Toa Metru, ont sauvé les Matoran lors de la conspiration du Makuta, allié aux Chasseurs de l'ombre, qui aboutit à la chute de Metru Nui, leur monde d'origine, et à l'endormissement du Grand esprit. L'événement causa d'autres dégâts dans tout l'univers et est appelé le Grand cataclysme. Bionicle 2 : Les Légendes de Metru Nui, second film produit par Miramax, se termine avec les Toa Metru découvrant l'île de Mata Nui, où ils ont évacué les premiers Matoran.
Du point de vue des jouets, les Toa à partir de cette année-là furent plus articulés et plus grands que leurs prédécesseurs, bien que censés faire tous la même taille dans l'histoire. La nouveauté est aussi l'introduction, à partir de 2005, de jeux de constructions représentant des lieux et incluant de petites figurines représentant les personnages (les playsets, ou coffrets de jeu en français), composés de briques Lego System classiques. 
Durant l'année 2005, l'histoire se focalise sur la quête des Toa Metru revenant libérer les Matoran encore prisonniers à Metru Nui, racontée dans le film Bionicle 3 : La Menace de l'ombre. Mais ils découvrent une ville dévastée par des hordes de monstres à l'allure d'araignées, les Visorak. Rapidement, ils sont eux-mêmes transformés en des êtres mi-héros, mi-monstres. Quelques alliés se joignent à eux dans un combat désespéré face aux hordes commandées par un roi et une reine fidèles au Makuta. 

#### La cité des légendes (2004)
- Toa Metru / Hordika : D'abord six Matoran, ils se sont vu offrir leurs pouvoirs de Toa par Lhikan qui a sacrifié les siens pressentant un complot organisé contre Metru Nui. Ils étaient commercialisés dans des canettes dont les couvercles étaient des demi-sphères pouvant être rassemblées par deux, afin de former une sphère de stase matoran. Les Toa Metru furent réédités en 2005 sous la forme des Toa Hordika, mutés par le venin des Visorak.
- Toa Mangai : Équipe de onze Toa ayant précédé les Toa Metru, dont Lhikan était le dernier survivant, et seul contemporain des personnages distribués en jouets durant cet arc.
- Lhikan : Chef des Toa Mangai et dernier protecteur de Metru Nui avant l'avènement des Toa Metru, capturé à son tour et devenu Turaga dans les prisons du Colisée, le monument central de la cité.
- Matoran : Six nouveaux Matoran, parfois nommés Metruan, originaires de chacun des six districts de la cité appelés les Metru, jouent un rôle important dans la quête des grands disques kanoka.
- Turaga Dume : Gouverneur de la cité de Metru Nui depuis des milliers d'années dans l'histoire, il joue en apparence un rôle trouble dans le film Bionicle 2, son identité étant en réalité usurpée par le Makuta qui l'a enlevé et a volé son masque.
- Nivawk : Rahi ailé utilisé comme espion par le Turaga Dume dans la cité, qu'il pouvait utiliser comme transporteur dans l'ensemble de jouet où la créature et le personnage étaient associés.
- Vahki : Unités robotisées servant de police sur Metru Nui, permettant d'instaurer l'ordre. Il en existe un type par district de la cité. Les six modèles de Vahki furent les premiers ensembles de type canette à être commercialisés en 2004.
- Morbuzakh : Plante intelligente gigantesque dont les sarments se multipliaient rapidement en vue de recouvrir Metru Nui. Elle fut détruite par les Toa Metru. Cette créature n'apparait que dans les bandes dessinées et films, et n'a pas été vendue en magasin.
- Chasseurs de l'ombre : Mercenaires d'une organisation de parias éponyme, dont font partie Nidhiki et Krekka, engagés par le Makuta de Metru Nui pour éliminer les Toa de l'équipe de Lhikan, qui précédèrent les Toa Metru. Les autres membres de l'organisation ont été l'objet de concours de créations de fans, dont les vainqueurs ont été intégrés à l'histoire.
- Nidhiki : Nidhiki est un ancien Toa, muté en une créature insectoïde par Roodaka après avoir trahi ses frères au profit des Chasseurs de l'ombre. À de multiples reprises, il a essayé de trahir cette organisation pour son propre profit, raison pour laquelle le Ténébreux, chef de l'organisation, lui a assigné un coéquipier.
- Krekka : Coéquipier de Nidhiki dans la traque des Toa Mangai puis des Toa Metru. C'était le troisième ensemble dit Titans des jouets commercialisés en 2004, avec Nidhiki et Turaga Dume & Nivawk.
- Makuta de Metru Nui : Autrefois protecteur des Matoran dans l'histoire, il chercha à les asservir en déclenchant la chute de Metru Nui. Malgré sa puissance, il finit emprisonné dans un bloc de protodermis par les Toa Metru. En plus de l'origine de l'antagoniste de l'île de Mata Nui, on apprend qu'il a de nombreux semblables formant avec lui la Confrérie des Makuta.
- Vahi : Masque du temps, forgé par le meneur des Toa Metru en combinant les six Gands disques kanoka pour obtenir le disque du temps, et objet de convoitise du Makuta pour accélérer son plan de renverser le Grand esprit Mata Nui.
- Kanoka : Disques de pouvoirs. Ils peuvent servir à forger des masques kanohi, ou bien être utilisés comme armes de combat. Les disques possèdent un code à trois chiffres : le premier désigne le quartier de la ville où a été fabriqué le disque (et les qualités au combat du disque) ; le second désigne le type de pouvoir du disque (réduire, téléporter…). Le troisième désigne son niveau de pouvoir, de 1 à 9 (le neuvième désignant les Grands disques).

#### La Horde des Visorak (2005)
- Visorak : Ils ressemblent à des araignées géantes, mais à quatre pattes. Ils sont munis d'un lanceur de disque rhotuka sur leur dos et de mandibules menaçantes. Comme souvent dans l'univers de Bionicle, il en existe six races qui forment une horde aux proportions énormes, servant d'armée à la Confrérie des Makuta.
- Rahaga : Créatures qui aident les Toa Metru à maîtriser leurs pouvoirs après qu'ils ont été mutés en Hordika, et à ne pas sombrer dans le mal. Leur aspect monstrueux est dû à leur mutation par Roodaka. Ils étaient autrefois des Toa, les Toa Hagah. Ils jouent le même rôle d'anciens que les Turaga. Ce sont les petites figurines de l'année 2005.
- Toa Hagah : Dans un flashback au milieu de l'histoire de 2005 (constituant une mise en abyme), deux des Toa Hagah font l'objet de nouvelles figurines. Ils étaient les gardes du corps du Makuta et de ses semblables avant leur trahison, ayant cessé de les servir en découvrant leur plan. Seuls deux Toa Hagah ont été vendus en magasin, Iruini et Norik, en tant qu'édition spéciale issue d'une autre temporalité.
- Roodaka : Vice-reine de la horde de Visorak. Il s'agit du premier bandit féminin de Bionicle ayant joué un rôle du côté des Chasseurs de l'ombre et celui de la Confrérie des Makuta. Roodaka est un personnage réputé pour son caractère de femme fatale, du fait de sa détermination et sa soif de pouvoir.
- Sidorak : Souverain des Visorak, il a mené et gagné d'innombrables batailles au profit de la Confrérie dans l'histoire. Il serait originaire de la même île que Krekka et son espèce. Sidorak utilisait des disques Rothuka de soumission, quiconque était touché par un de ses disques était contraint de lui obéir.
- Keetongu : Considéré comme la plus formidable des créatures, il est présenté comme un expert en matière de venins et poisons. C'est un Rahi humanoïde dont le monde d'origine a été dévasté par les Visorak. Les Toa Hordika le cherchent pour retrouver leur apparence de Toa Metru.
- Le Ténébreux : Chef des Chasseurs de l'ombre, il n'est pas au cœur de l'intrigue du préquel à Metru Nui, mais son apparence est obtenue en combinant les pièces des figurines de Roodaka et Keetongu. Il apparaît dans le dernier roman publié en 2005 lorsque Vakama, meneur des Toa Metru, repart chercher le Masques du Temps. Il y affronte le Makuta en personne.
- Sentrakh : Serviteur et garde du corps du Ténébreux, dont l'apparence est obtenue en combinant les pièces des figurines de Sidorak et Keetongu, bien que les deux personnages ne fusionnent pas du tout dans l'histoire.
- Voporak : Puissant et loyal serviteur des Chasseurs de l'ombre prêté à l'origine par la Confrérie des Makuta. Son apparence est obtenue en combinant les pièces des figurines de Roodaka, Sidorak et Keetongu, les trois figurines dites Titans vendues en 2005.
- Rhotuka : Hélices porteuses du pouvoir du lanceur éponyme. Les Toa Hordika les utilisent aussi bien que les Visorak. Ils prenaient la forme de disques à trois hélices dans tous les jouets vendus en 2005, étant les objets à collectionner de l'année et armes principales dans l'histoire.

### Arc du Masque de vie
En 2006, les scénaristes et concepteurs de Bionicle opèrent un retour au présent de l'histoire en lançant une saga en trois années. Alors que les Toa Nuva ont ramené les Matoran de l'île de Mata Nui jusqu'à la cité de Metru Nui, ils découvrent que le Grand esprit ne doit pas seulement être réveillé mais sauvé, car mourant. Les personnages sont envoyés trouver un masque très ancien sur Voya Nui, une nouvelle île désolée et asservie à la surface de la planète, par de faux « Toa » nommés Piraka, d'anciens Chasseurs de l'ombre. Les Toa Nuva échouent à les vaincre, et sont sauvés par une nouvelle génération de héros, les Toa Inika, constituée de six anciens Matoran de l'île de Mata Nui. À la fin de la bataille, les Toa Inika suivent le Masque de vie qui a disparu dans l'océan, vers le royaume aquatique de Mahri Nui.
Transformés en Toa Mahri, ces nouveaux héros au premier plan de la ligne de jouets découvrent les restes de la Fosse, une prison où les pires renégats de l'Univers matoran étaient enfermés depuis des millénaires dans l'histoire. Elle fut détruite par les événements du Grand cataclysme et l'endormissement du Grand esprit, par le Makuta de Metru Nui mille ans plus tôt. Les Barraki, les méchants de la nouvelle vague de figurines commercialisée en 2007, en étaient d'anciens prisonniers.
Une fois le Masque de vie récupéré, son utilisation pour réveiller le Grand esprit revient aux Toa Nuva, dont de nouvelles figurines sortent en 2008 et que l'histoire conduit dans le monde de Karda Nui, présenté comme le Cœur de l'univers. Ils y font face dans la fiction autant que dans les magasins de jouets aux membres la Confrérie des Makuta, pour la première fois l'objet de figurines en dehors du Makuta d'origine. La même année, des ensembles contenant des figurines d'action à bord de vaisseaux monoplaces, à construire en pièces Lego Technic, remplacent les ensembles en Lego System. Le plus gros d'entre eux, baptisé l'Axalara T9, est élu Grand Prix du Jouet 2008.
L'arc en trois années autour du Masque de vie a été l'occasion pour le Groupe Lego d'étoffer de façon importante l'univers Bionicle. De nombreux personnages majeurs, en plus de ceux issus des jouets commercialisés, naissent alors de certains médias de la franchise, à travers les romans et récits publiés en ligne par l'auteur, sous forme de feuilleton-nouvelle.

#### L'île de Voya Nui (2006)
- Toa Inika / Mahri : Nouvelle équipe de six anciens Matoran rencontrés en figurines de petite taille de 2001 à 2003, comme personnages secondaires sur l'île de Mata Nui. Ils ont été transformés en Toa par l'Étoile Rouge, en orbite autour de la planète où se trouve l'univers des Matoran.
- Piraka : Six anciens Chasseurs de l'ombre, ayant déserté après avoir appris la mort supposée du Makuta de Metru Nui, à la suite de sa bataille contre Takanuva. Les informations dans son repaire les font partir en quête du Masque de vie sur Voya Nui, où ils vont réduire les habitants en esclavage.
- Résistance de Voya Nui : Six Matoran ayant échappé aux Piraka et poursuivant le combat contre eux. Les figurines ont l'allure de Matoran démembrés et mal reconstruits, car passés entre les mains de Karzahni, dont le royaume est considéré comme l'enfer pour les Matoran défectueux.
- Ordre de Mata Nui : Organisation secrète servant les volontés de Mata Nui dans la clandestinité depuis 100 000 ans, que l'on découvre à peine à travers deux de ses membres dans la série de 2006, les figurines dites Titans Axonn et Brutaka.
- Axonn : Membre loyal de l'Ordre de Mata Nui avec des poings énormes et une hache imposante. Il porte le Masque de vérité permettant de discerner les mensonges. Il a été affecté comme d'autres en tant que gardien du Masque de vie sur Voya Nui.
- Brutaka : Membre rebelle de l'Ordre de Mata Nui et ancien meilleur ami d'Axonn, qui a perdu foi dans le Grand esprit, pensant qu'il les a abandonné depuis le Grand cataclysme et son endormissement depuis 1000 ans, qu'il ignore. Il porte le masque des voyages inter-dimensionnels.
- Umbra : Le tout premier gardien du Masque de vie, maîtrisant la lumière et ne faisant aucune distinction entre méchants et héros pour veiller à sa protection.
- Irnakk : Un être chimérique issu de la mythologie de l'espèce dont sont issus les Piraka. Le Masque de vie donna vie à cette créature cauchemardesque pour se protéger d'eux.
- Vezon : Septième Piraka arrivé sur Voya Nui avant les autres, issu de la manipulation d'un sceptre appelé Lance de fusion sur l'un des six Piraka originaux, le dissociant en deux individus.
- Fenrakk : Rahi à l'allure d'araignée à quatre pattes avec une grande mâchoire, dont le Masque de vie a agrandi la taille pour en faire la gigantesque monture de Vezon, dont il fit son nouveau gardien maudit.
- Kardas : Dragon imposant et très puissant crée par le Masque de vie en ultime gardien, à partir de Fenrakk, lorsque les Toa Inika parvinrent à vaincre une première fois Vezon. Son apparence est obtenue en combinant les pièces des ensembles de jouet Vezon & Fenrakk, Axonn et Brutaka.
- Botar : Membre de l'Ordre de Mata Nui apparaissant pour venir chercher les renégats et les traîtres, afin de les emmener dans la Fosse. Il se construit en réunissant les pièces des figurines d'Axonn et Brutaka.
- Jovan : Toa mentionné dans la légende et chef d'une ancienne équipe de Toa, qui serait venu chercher le Masque de vie à Voya Nui une première fois pour sauver le Grand esprit, dans une ère précédente de l'Univers matoran. Son apparence est obtenue à partir des pièces de trois Toa Inika.
- Ignika : Nom du Masque de vie, puissant artefact permettant de sauver et réveiller Mata Nui, crée par les Grands êtres, créateurs de ce dernier et de l'Univers matoran. Contrairement aux autres, ce masque possède une conscience propre.
- Antidermis : Substance verdâtre issue du repaire du Makuta trouvée par les Piraka sous l'île de Mata Nui et ramenée à Voya Nui, avec laquelle ils ont corrompu et asservi les Matoran de l'île. C'est en réalité l'essence même du Makuta de Metru Nui, qui survécut à sa défaite contre Takanuva.
- Zamor : Sphère de couleur accueillant notamment l'Antidermis, servant de munition à la fois pour les Piraka et les Toa Inika, dont les lanceurs sont les seuls à pouvoir en accueillir plusieurs dans les jouets.

#### La cité de Mahri Nui (2007)
- Barraki : Seigneurs de guerre ayant régné sur une grande partie de l'univers des Matoran avant de tenter de renverser Mata Nui, il y a plusieurs dizaines de milliers d'années dans l'histoire. Ils ont été enfermés dans la Fosse par l'Ordre de Mata Nui et en furent libérés par le Grand cataclysme.
- Nocturn : Guerrier puissant et lieutenant des armées de la Ligue des Six royaumes, nom que se donne la coalition que les Barraki tentent de recréer.
- Defilak : Chef des Matoran de la cité sous-marine de Mahri Nui, où vivent les anciens habitants de Voya Nui ayant survécu à la disparition de leur portion de l'île dans la mer il y a plusieurs siècles.
- Dekar : Matoran de Mahri Nui découvrant le Masque de vie lorsque celui-ci fuit Voya Nui, plongeant dans les profondeurs de l'eau autour de l'île.
- Hydruka : Créatures Rahi domestiquées par les Matoran de Mahri Nui pour récolter les bulles d'air cultivées par ces derniers, qui leur permettent survivre sous l'eau.
- Gadunka : Petite créature de l'océan semblable à un crustacé, transformée en version géante par le Masque de vie pour se protéger.
- Hydraxon : Geôlier de la Fosse avant sa destruction, traquant les prisonniers s'en étant échappés comme les Barraki. C'est un membre de l'Ordre de Mata Nui et ancien maître d'arme de l'organisation.
- Maxilos : Robots surveillants de la Fosse utilisés par l'Ordre de Mata Nui pour veiller sur les prisonniers. L'un d'eux a été utilisé comme armure par l'Antidermis qui était en fait l'essence du Makuta de Metru Nui, après qu'il a suivi les Toa Inika de Voya Nui à Mahri Nui.
- Karzahni : Souverain du royaume éponyme, incarnant le maître de l'enfer dans l'imaginaire matoran, où ceux qui y sont envoyés sont reconstruits de façon anarchique. C'est lui qui a donné leurs nouveaux masques aux futurs Toa Inika, quand ils ont quitté Metru Nui pour suivre les Toa Nuva.
- Zyglak : Créatures créées accidentellement par les Grands êtres au cours d'expériences pour donner vie aux krana, ils sont détestés des autres races (l'équipe de Lesovikk fut tuée par des Zyglak). Leur apparence est obtenue en combinant les pièces des Barraki Pridak, Kalmah et Takadox.
- Lesovikk : Toa de l'air, ancien chef et seul survivant de la toute première équipe de huit Toa jamais constituée, appelés Toa Cordak et décimés par des Zyglak. Il est venu à Mahri Nui traquant Karzahni pour ses crimes sur des Matoran qui étaient ses amis. Sa figurine était vendue avec un traîneau des mers, comme édition spéciale.
- Tuyet : Toa de l'eau, ancienne membre des Toa Mangai emprisonnée après avoir assassiné des Matoran et été vaincue par Lhikan et Nidhiki quand ce dernier était encore un Toa, qui parvint à s'enfuir. Une fausse Tuyet d'un univers alternatif fut enlevée et placée dans la Fosse pour cacher la disparition de la vraie Toa.

#### Le siège de Karda Nui (2008)
- Toa Phantoka / Mistika : Il s'agit des Toa Nuva réédités en figurines pour la première fois depuis 2002, dont l'apparence n'a plus rien avoir avec les anciens modèles, ce changement étant justifié par de nouvelles armures s'adaptant à leur environnement dans l'histoire. Ils sont divisés en deux équipes de trois ; l'équipe dite Phantoka signifiant esprits du ciel, affectée aux hauteurs de Karda Nui, et l'équipe dite Mistika signifiant esprits de la brume, affectée aux marais du lieu.
- Toa Ignika : Impressionné par l'héroïsme de Matoro, le Toa Mahri de la glace qui s'est sacrifié en utilisant le Masque de vie pour ressusciter Mata Nui, le masque décide de se créer un corps de Toa en arrivant à Karda Nui. Sa figurine est vendue avec un planeur sur lequel il surfe dans les airs.
- Takanuva : Le Toa de lumière découvre son monde d'origine, voyageant à Karda Nui pour avertir les Toa Nuva des tempêtes d'énergie meurtrières pour eux et les autochtones, que va déclencher leur action pour réveiller Mata Nui. Il est l'objet d'une nouvelle figurine cette fois de grande taille, celle-ci étant justifiée dans l'histoire par le fait que son exposition à la lumière du monde d'origine des Av-Matoran accroît leur taille.
- Av-Matoran : Matoran de l'élément de la lumière, qui guident les Toa Nuva qu'ils ont connu il y a de très nombreux milliers d'années, leur expliquant que Karda Nui est leur monde d'origine, dont leur capsules Toa sont parties avant d'arriver aux abords de l'île de Mata Nui dans les récits de 2001.
- Matoran de l'ombre : Des Av-Matoran qui ont été corrompus par les Sangsues de l'ombre des Makuta venus à Karda Nui. Comme les Av-Matoran sur les Toa, ils se combinent avec les figurines des Makuta en se greffant dans leur dos, devenant leurs yeux après qu'ils ont été rendus aveugles.
- Sangsues de l'ombre : kraata mutés par le Makuta Mutran pour drainer la lumière interne des Matoran de Karda Nui et en faire des Matoran de l'ombre.
- Les Makuta : Ce sont les frères du Makuta original et principal antagoniste depuis les premières séries de jouets lancées en 2001. Ils sont huit en tout à venir à Karda Nui, dont six sont commercialisés sous forme de figurines de taille moyenne en canettes aux côtés des Toa Nuva.
- Icarax : Makuta du Royaume de Karzahni et l'un des plus puissants combattants de la Confrérie, rival du Makuta de Metru Nui en son sein ayant perdu un combat contre lui, mais qui a récupéré plus tard son kanohi, le Masque des ombres.
- Mutran : Makuta du Continent sud, et l'un des savants de la Confrérie, qui transforma les kraata en Sangsues de l'ombre. Il était commercialisé comme édition spéciale avec un Matoran de l'ombre nommé Vican, qui est son assistant.
- Miserix : Ancien chef de la Confrérie des Makuta lorsqu'elle était encore bienfaitrice, qui fut renversé par le Makuta de Metru Nui désormais connu sous son véritable nom de Teridax. Il fut enfermé sur l'île d'Artidax pendant des dizaines de milliers d'années. Son apparence est issue d'une création originale d'un fan ayant gagné un concours officiel.
- Spiriah : Makuta de Zakaz, l'île d'origine de l'espèce des Piraka, sur laquelle il fit des expériences expliquant leur brutalité. Il n'apparaît pas directement dans l'histoire de Karda Nui, mais il est mentionné comme étant l'un des Makuta qui permit à Miserix de vivre au lieu d'être tué.
- Tren Krom : Entité puissante et tentaculaire créée par les Grands êtres au début de l'Univers matoran, qui le géra avant la création du Grand esprit Mata Nui. Il fut fusionné à la roche de l'île sur laquelle il a été enfermé pour ne pas gêner Mata Nui, où Mutran vint le rencontrer pour découvrir la nature de l'univers et comment pouvait être renversé le Grand esprit. Il n'apparaît que dans la fiction.
- Artakha : Frère de Karzahni qui hérita du Masque de création et dont le royaume est l'opposé total de ce dernier, considéré plutôt comme une forme de paradis pour les Matoran travailleurs. C'est lui qui fournit leurs armures adaptatives aux Toa Nuva.
- Helryx : Cheffe de l'Ordre de Mata Nui qui dévoila leur origine aux Toa Nuva, à qui elle confia la mission de se rendre à Karda Nui pour réveiller le Grand esprit. Elle leva la clandestinité de l'Ordre en déclenchant une guerre contre la Confrérie des Makuta, s'alliant avec les Chasseurs de l'ombre. C'est un personnage issue de la fiction uniquement, qui n'a pas fait l'objet d'une figurine commercialisée.

### Arc de Bara Magna
L'histoire de 2009 se déroule sur la planète de Bara Magna, loin de l'univers connu jusqu'ici, en opérant ce qui fut perçu par les fans comme l'un des plus grands rebondissements d'une saga autour d'une gamme de jouets. On découvre à la fin de l'année 2008 que le Grand esprit imperceptible de la saga depuis le lancement, est un robot géant mécanique de la taille d'une planète, qui abritait les différents mondes rencontrés d'année en année. Mata Nui est donc en réalité l'Univers matoran tout entier et également l'entité l'administrant. 
La victoire des Toa Nuva à Karda Nui et le réveil du Grand esprit avait bouclé l'arc global de l'univers Bionicle entamé en 2001. Néanmoins, décidant de prolonger l'existence de la gamme dans son catalogue, le Groupe Lego choisit de ne pas arrêter l'histoire ici. Alors qu'il s'élève au-dessus de la planète sur laquelle il était englouti depuis mille ans dans l'histoire, dans une vidéo de promotion concluant a priori la saga sur Bionicle.com, ses yeux deviennent rouge. À l'aide des derniers romans et comics de l'arc, les fans découvrent que le Makuta a réussi à prendre la place du Grand esprit.
L'esprit de Mata Nui est enfermé dans le Masque de vie, que l'on voit expulsé au milieu de l'espace dans la même vidéo d'animation. Il atterrit sur Bara Magna, une planète fracassée désertique et aride où il découvre les survivants de la civilisation l'ayant crée lui et l'Univers matoran. Les jouets commercialisés sont alors les Agori et Glatorian, espèces qui auraient inspiré respectivement la création des Matoran et des Toa. Le personnage principal est pour la première fois Mata Nui lui-même, ayant pris l'apparence d'un Glatorian également commercialisé en figurine, en quête d'un moyen de sauver son peuple laissé aux mains du perfide Makuta.
Un nouveau film intitulé Bionicle : La Légende renaît met en scène l'histoire de 2009 et a comme personnages principaux les Glatorian, les Agori, ainsi que les Skrall et Vorox, deux autres espèces guerrières de ce nouveau monde, ainsi que Mata Nui. Le film est sorti le 15 septembre 2009 aux États-Unis et le 20 octobre en France. Les personnages sortis en 2010 sont quant à eux l'objet d'une ultime double série de comics édités par DC, illustrés par le dessinateur Pop Mhan.

#### Les Glatorian (2009)
- Mata Nui : Ancien Grand esprit déchu de l'Univers matoran qui était son ancien corps. Il prend en 2009 l'apparence d'un autochtone de la nouvelle planète, commercialisé avec les autres figurines moyennes de Glatorian, Vorox et Skrall, vendues en canettes.
- Glatorian : Guerriers de Bara Magna, vétéran d'une grande guerre qui précéda la création de l'Univers matoran sur leur planète avant qu'elle ne se fracasse. Ils combattent comme champions des villages pour se disputer les ressources limitées de la planète.
- Vorox : Une race de Glatorian qui a régressé à un état primitif et vivant dans le désert de manière tribale. Un spécimen sans rôle particulier dans la fiction est commercialisé parmi les six premières figurines moyennes de 2009.
- Agori : Ce sont les villageois de Bara Magna, vivant dans des gros villages éparses. Ils possèdent aussi des armes et boucliers sans être de grands guerriers. Ils constituent les petits ensembles de la série de figurines vendues en 2009.
- Skrall : Espèce guerrière et conquérante sur Bara Magna, vivant autour de la tribu de la roche. Un spécimen sans rôle particulier dans la fiction est commercialisé parmi les six premières figurines moyennes de 2009.
- Stronius : Un Skrall d'élite, commercialisé parmi les figurines de la seconde vague de l'année dits Glatorian Legends.
- Tuma : Chef des Skrall et principal antagoniste de Bara Magna en 2009. Il est l'un des grands ensembles de jouet dits Titans de 2009 que Mata Nui affrontera dans son corps de Glatorian, dans le film d'animation Bionicle : La Légende Renaît.
- Fossoyeurs : Anciens Agori de la tribu de la roche, devenus une race à part entière de nomades vivant de pillages dans le désert. Ils montent souvent les féroces Montures des roches, tel que le personnage commercialisé dans l'ensemble Fero & Skirmix, autre boite de grande taille de 2009.
- Baterra : Unités robotisées créées par les Grands êtres pour arrêter la guerre qui fit rage sur la planète avant son fracassement et qu'elle devienne Bara Magna. Ils tuent tout individu portant des armes sur leur territoire, et apparaissent seulement dans les bandes dessinées et récits en ligne.
- Seigneurs élémentaires : Anciens Glatorian choisis par les Grands êtres pour diriger les tribus de la planète avant son fracassement, maîtrisant les éléments à une échelle supérieure aux Toa dans l'Univers matoran, et devenus de véritables entités se confondant avec leur élément.
- Thornax : Fruit explosif de Bara Magna sous forme d'une boule à quatre épines, utilisé comme munition par les Glatorian, Vorox et les Skrall, disponible dans une matière en plastique mou avec les figurines de 2009.
- Véhicules du désert : Les habitants de Bara Magna utilisent parfois des véhicules plus ou moins imposants pour se déplacer, sortis sous forme d'ensemble de jouets utilisant beaucoup de pièces Lego Technic avec des personnages secondaires, tels que le Thornatus V9, le Cendox V1, le quatripode géant Skopio, le char Baranus, ou le Kaxium V3.

#### Le dernier voyage (2010)
- Tahu : Personnage central de la conclusion de la saga Bionicle et meneur des Toa Nuva, le Toa Tahu a été transformé dans sa forme d'origine de Toa Mata par le Masque de vie, afin de revêtir l'armure dorée.
- Takanuva : Takanuva a retrouvé une taille normale en dehors de Karda Nui, débarquant sur Bara Magna lorsque le Makuta arrive sur la planète à la tête du Robot du Grand esprit, sous forme d'une nouvelle figurine (plus petite que leur apparence d'origine comme toutes les figurines de la série Stars)
- Gresh : Gresh était l'un des Glatorian de la tribu de la jungle issue de l'année précédente, vendu dans une nouvelle itération parmi les six boites uniques dites Stars commercialisées en 2010 (plus petite que leur apparence d'origine comme toutes les figurines de la série Stars).
- Nektann : Seigneur de guerre Skakdi, l'espèce des Piraka, ayant rallié celle-ci aux armées du Makuta venu conquérir Bara Magna. Il s'agit d'une figurine bleue (plus petite que leur apparence d'origine comme toutes les figurines de la série Stars).
- Skrall : Un spécimen de Skrall dans une nouvelle version (plus petite que leur apparence d'origine comme toutes les figurines de la série Stars), sans rôle particulier dans l'histoire mais représentant la faction tout entière, qui va s'allier aux armées du Makuta et de Nektann.
- Rahkshi : Un spécimen de Rahkshi jaune dans une nouvelle version (plus petite que leur apparence d'origine comme toutes les figurines de la série Stars), sans rôle particulier dans l'histoire mais représentant les soldats de l'armée du Makuta.
- Robot prototype : Prototype du Robot du Grand esprit que Mata Nui découvre en arrivant sur Bara Magna, créé 50 000 avant lui qui fut détruit à cause d'une source d'énergie instable. Mata Nui va entreprendre de le reconstruire pour affronter le Makuta à la tête de son ancien corps.
- Robot du Grand esprit : Ancien corps de Mata Nui abritant l'univers des Matoran et ses différents mondes, possédé par le Makuta Teridax venu conquérir Bara Magna après avoir détecté que l'esprit de Mata Nui y avait survécu. Il est plus grand et puissant que le Robot prototype.
- Grands êtres : Créateurs mystérieux de l'Univers matoran et race supérieure de l'univers Bionicle. Portés disparus après avoir échoué à empêcher le fracassement de leur planète Spherus Magna en trois morceau dont Bara Magna est le plus gros vestige, ils apparaissent dans les romans.
- Armure dorée : Arme ultime dont les pièces étaient réparties dans chacune des six boites de la dernière série commercialisée en 2010, à collectionner. Elle permet à Tahu d'anéantir des légions de Rahkshi débarquées à la surface de Bara Magna par le Makuta.

#### Fin de BIONICLE G1
À la fin de l'année 2009, le Groupe Lego annonce la fin de la gamme Bionicle. Six ensembles Bionicle baptisés Stars sortent en 2010 pour clôturer la gamme, au profit d'une nouvelle gamme de figurines d'action lancée par le fabricant, baptisée Hero Factory. 
Les deux suites initialement prévues au nouveau film Bionicle, qui devait être le premier d'une seconde trilogie, ont avorté et la fin de l'histoire racontant la croisée des mondes entre l'Univers matoran et les personnages de Bara Magna est accélérée. 
Cependant, l'univers étendu allant bien au-delà des jouets produits, Lego a autorisé l'écrivain Greg Farshtey — auteur de la plus grande partie des romans Bionicle — à poursuivre la publication de séries en ligne racontant la fin de la saga jusqu'en 2011,. Néanmoins, la naissance de sa fille et plus tard la reprise de son travail en tant que rédacteur en chef du Lego Club Magazine, l'empêcheront de terminer ces récits.

## BIONICLE Génération 2 (2015-2016)
Bionicle a fait un retour en 2015 avec treize premières figurines pour redémarrer la saga dans le cadre d'un reboot, où seuls les noms des Toa Mata (ici appelés Maîtres élémentaires) et du Makuta ont été conservés. Les figurines de villageois sont appelés les Protecteurs. La première vague sera composée de 6 protecteurs, 6 Maîtres élémentaires et d'un nouvel ennemi nommé Seigneur des Araignées squelettes ; l'histoire tourne autour du Masque de création. 
L'histoire de Bionicle Génération 2 prend place à Okoto, où Ekimu et Makuta étaient connus comme les Créateurs de masques, qui forgeaient de nombreux masques de pouvoir pour les villageois, le premier portant le Masque de création tandis que le second celui du contrôle. Le travail d'Ekimu étant davantage loué que le sien par les habitants, Makuta créa le Masque de l'ultime pouvoir, réunissant les pouvoirs des six éléments de l'île en un seul masque, ce qui était contraire à la loi sacrée. Perdant le contrôle lorsqu'il utilisa le masque en se rendant à la Capitale de l'île pour le présenter aux habitants, Makuta vit son masque fracassé par Ekimu qui intervint pour l'arrêter. L'onde de choc éparpilla leurs deux corps de part et d'autre de l'île, et Makuta fut emporté dans le Royaume des ombres, tandis qu'Ekimu se retrouva plongé dans un sommeil éternel. Plus tard les Protecteurs invoquèrent les Toa qui apparurent sur Okoto, pour réveiller Ekimu.
La nouvelle série de figurines fut présentée en avant-première lors de la New York Comic Con du 9 au 12 octobre 2014, ainsi qu'en Europe lors de la convention internationale Fans de Briques LEGO® à Bordeaux les 29 et 30 novembre 2014, avant la sortie des nouvelles figurines en janvier 2015. 
L'année suivante, une série animée Bionicle intitulée Le Voyage vers l'Unique est lancée sur la plateforme Netflix, autour des personnages commercialisés en 2016.

### Arc de l'Histoire d'Okoto
- Toa (Maîtres élémentaires) : Personnages centraux reprenant le nom des premiers héros de Bionicle créés en 2001, Tahu, Gali, Lewa, Onua, Kopaka, Pohatu, maîtrisant respectivement les éléments du feu, de l'eau, de l'air (maintenant connu sous le nom de l'élément jungle), de la terre, de la glace et de la pierre.
- Protecteurs : Ce sont des villageois avec des capacités spéciales qui veillent sur leurs pairs sur l'île d'Okoto.
- Ekimu : Créateur de masque portant le Masque de création, et qui fut plongé dans un profond sommeil lorsqu'il arracha le Masque de l'ultime pouvoir du visage de Makuta pour l'arrêter.
- Makuta : Créateur de masque portant le Masque du contrôle, frère d'Ekimu jaloux de la considération supérieure pour son travail de la part des habitants. Il fut enfermé dans le Royaume des ombres avant de réapparaitre et n'est de fait évoqué que dans la fiction, non sorti en figurine.
- Seigneur des Araignées squelettes : Créature arachnéenne gardien d'une ancienne cité près du centre de l'île, convoitant les Masques de Pouvoir, qui s'opposa aux Toa.
- Araignées squelettes : Petites créatures de l'île étant légions sur Okoto, ayant l'apparence d'un masque à quatre pattes, pouvant arracher ceux de leurs victimes et se greffer à leur visage à la place pour les corrompre.

### Arc de la Quête des Masques dorés
- Umarak : Serviteur de Makuta ayant retrouvé les fragments de son masque sur l'île, qui ouvrit le portail du Royaume des ombres.
- Kulta : Puissant serviteur de Makuta invoquant les Crânes guerriers et les Crânes scorpions après la défaite du Seigneur des Arraignées squelettes.
- Crânes guerriers : Guerriers au service de Kulta utilisant une lance et un arc de glace.
- Crânes scorpions : Créatures à l'apparence de scorpions squelettiques au service de Kulta.
- Le Crâne écraseur : Lieutenant de Kulta porta deux haches.
- Le Crâne trancheur : Ancien champion de combats d'arènes sur Okoto, devenu serviteur à quatre bras de Kulta, maniant chacun une lame.
- Créatures élémentaires : Six entités incarnant les éléments eux-mêmes sous forme de petites créatures uniques, pouvant partager leur pouvoir et en déverrouiller de nouveaux en s'unissant avec un Toa.
- Bêtes élémentaires : Créatures formant l'Armée des ombres invoquée par Umarak, dont il existe trois sortes appelées Bêtes de Lave, Bêtes de tempête et Bêtes de séisme.

Dans cette seconde génération, le concept d'un dirigeant vénéré et victime de la jalousie de son frère maléfique sur une île sauvage est repris, mais d'une nouvelle manière. L'île s'appelle désormais Okoto. Le personnage d'Ekimu fait office de puissant personnage endormi à cause d'un sort jeté par son frère toujours appelé Makuta, et pourrait donc être comparé à Mata Nui dans la G1. Cependant, Ekimu est présenté comme le porteur du Masque de création, un masque porté par Artakha dans l'Univers matoran de la G1, dans lequel celui-ci a aussi un frère cupide du nom de Karzahni, avec lequel ils représentent respectivement une forme de rois du paradis et de l'enfer. L'univers de Bionicle G2 apparaît sous certains aspects comme une simplification des bases de l'univers de Bionicle G1, amalgamant différents concepts de personnages ou d'entités en étant issus, entre eux (comme les Toa d'Okoto avec les Seigneurs élémentaires, par exemple).

#### Fin de BIONICLE G2
La G2 ne sembla pas convaincre la nouvelle génération ciblée, ni les anciens fans qui n'étaient pas visés par les nouveaux produits. Après deux années d'exploitation commerciale, le succès de Bionicle G2 n'est pas suffisamment au rendez-vous et Lego annonce ne pas renouveler la gamme en 2017. La franchise est à nouveau arrêtée après la dernière série de figurines de 2016.
En 2023, le cocréateur de Bionicle Christian Faber a révélé ce qu'aurait dû être la G2 de Bionicle selon lui dans une proposition faite au Groupe Lego qui n'avait pas été retenue, et qui devait être un redémarrage de la G1 dont les événements auraient été bouleversés à cause de l'utilisation du Masque du temps. Plus tôt en avril 2020,  Faber a annoncé rêver d'un projet de retour de la franchise sous une forme inédite et encore à imaginer. 

## Adaptations

### Comics
Une cinquantaine de Comic book Bionicle a été éditée par DC Comics pendant 10 ans, sans discontinuer de 2001 à 2010. Ils étaient joints et distribués aux abonnés du magazine officiel Lego à travers le monde tous les deux mois, et dans certains médias comme le Picsou Magazine en France au début des années 2000 :
- Bionicle, série éditée de 2001 à 2005, scénarisée par Greg Farshtey et illustrée par Carlos D'Anda & Randy Elliott
  - Bionicle Metru Nui, sous-série de Bionicle éditée de 2004 à 2005, scénarisée par Greg Farshtey et illustrée par Randy Elliott
- Bionicle Ignition, série éditée de 2006 à 2008, scénarisée par Greg Farshtey et illustrée par Stuart Sayger & Leigh Gallagher 
  - Bionicle Une Mer Obscure, sous-série éditée en 2007, scénarisée par Greg Farshtey et illustrée par Stuart Sayger
  - Bionicle La Bataille pour le Pouvoir, sous-série éditée en 2008, scénarisée par Greg Farshtey et illustrée par Leigh Gallagher
- Bionicle Glatorian, série éditée de 2009 à 2010, scénarisée par Greg Farshtey et illustrée par Pop Mhan
  - Bionicle La Fin du Voyage, sous-série éditée en 2010, scénarisée par Greg Farshtey et illustrée par Pop Mhan

En France, Panini Comics a édité plusieurs numéros de la série originale Bionicle de 2001-2003, dans le Magazine officiel Bionicle sorti en 2004, mais qui s'arrêta après le troisième numéro. 
En 2008 et 2009, la maison d'édition américaine Papercutz a édité des versions intégrales (en anglais) des comics Bionicle de DC, sous forme de neuf romans graphiques, s'arrêtant au milieu de la série Bionicle Glatorian. Le dixième numéro n'a pas été publié en raison de l'arrêt brutal de la franchise en 2010.
Les bandes dessinées Bionicle éditées par DC, distribuées à l'origine à tous les abonnés du Lego Club Magazine, étaient à leur apogée les comics les plus tirés au monde (celui-ci totalisant à l'époque près de 2 millions de lecteurs).

### Jeux vidéo
Jeux sur consoles
- Bionicle : La Quête des Toa (Bionicle Tales of the Tohunga avant la controverse sur les noms māori) sur GameBoy Advance, sorti en 2001[39].
- Bionicle: Matoran Adventures sur GameBoy Advance, sorti en 2002[40].
- Bionicle : Le Jeu, sur Windows, Mac, GameCube, PlayStation 2, Xbox et GameBoy Advance, sorti en 2003[41].
- Bionicle : Le Labyrinthe des ombres sur GameBoy Advance, sorti en 2004[42].
- Bionicle Heroes sur PC, GameCube, Nintendo DS, Nintendo Wii, GameBoy Advance, Xbox 360, PlayStation 2, sorti en 2006[43].

Jeux en ligne
- Mata Nui Online Game I & II, jeux en ligne développés par Templar Studios et disponibles sur Bionicle.com jusqu'en 2004[44].
- Voya Nui Online Game, jeu vidéo de rôle en ligne édité par Ankama Studio, sorti en 2006[45],[46].
- Lego Bionicle : Mask of Creations, sorti sur Play Store en 2015[47].

Un premier jeu sur PC Bionicle: The Legend of Mata Nui, prévu pour accompagner le lancement de la franchise en 2001 mais annulé par Lego, a été finalement dévoilé en 2019 par des fans qui en ont terminé la programmation,. 
Jeux de fans
Deux jeux créés par des collectifs de passionnés, Bionicle: Quest for Mata Nui dévoilé en 2020 mais dont l'initiateur est décédé, et Bionicle: Masks of Power qui devait être lancé à l'été 2025 sur Steam, auraient dû voir le jour. Le second, de fait très attendus des fans, a été annulé peu avant son lancement après huit ans de développement, à la demande du Groupe Lego. 

### Films
Plusieurs films en images de synthèse ont permis de populariser la franchise Bionicle, dont une trilogie produite à l'origine par Miramax et Harvey Weinstein avec notamment Henry Gilroy au scénario, suivie d'un quatrième film produit par Universal Studios.
Trilogie Miramax
- 2003 : Bionicle : Le Masque de lumière (Bionicle: Mask of light - The Movie) de Terry Shakespeare et David Molina
- 2004 : Bionicle 2 : Les Légendes de Metru Nui (Bionicle 2: Legends of Metru Nui) de Terry Shakespeare et David Molina
- 2005 : Bionicle 3 : La Menace de l'ombre (Bionicle 3: Web of Shadows) de Terry Shakespeare et David Molina

Film Universal Studios
- 2009 : Bionicle : La Légende renaît (Bionicle: The Legend Reborn) de Mark Baldo[53]

### Série animée
- 2016 : Bionicle : Le Voyage vers l'unique (Bionicle: The Journey to One), série sortie sur Netflix de mars à juillet 2016.

### Livres
Une série de livres au format roman court a été écrite par Catherine Hapka pour les premiers, puis par Greg Farshtey pour la grande majorité d'entre eux. Ces livres de chapitres paraissaient à raison de trois à cinq tomes par an, formant un même arc annuel (découpé en novellas qui, mises bout à bout, constituaient une seule histoire d'un gabarit de roman classique pour la jeunesse). Seuls les quatre premiers livres de la série Bionicle Legends ont été publiés en France par Pocket Jeunesse, mais les deux suivants ainsi que la série précédente Bionicle Adventures avaient été traduits en français pour une sortie au Canada francophone par les éditions Scholastic.
Romans Bionicle G1
- Bionicle Chronicles, par Catherine Hapka

1. Tale of the Toa, 2003
2. Beware the Bohrok, 2003
3. Makuta's Revenge, 2003
4. Tales of the Masks, 2003, premier livre écrit par Greg Farsthey

Hors-Série : Bionicle : Mask of Light, 2003, novélisation du film du même nom par Catherine Hapka
- Bionicle Aventures (Bionicle Adventures), par Greg Farsthey

1. Le mystère de Metru Nui (Mystery of Metru Nui), 2004
2. L'épreuve du feu (Trial by Fire), 2004
3. Sous la surface des ténèbres (The Darkness Below), 2004
4. Les légendes de Metru Nui (Legends of Metru Nui), 2004, novélisation du film du même nom
5. Le voyage de la peur (Voyage of Fear), 2004
6. Le labyrinthe des ombres (Maze of Shadows), 2004
7. Le piège des Visorak (Web of the Visorak), 2005
8. Le défi des Hordika (Challenge of the Hordika), 2005
9. La menace de l'ombre (Web of Shadows), 2005, novélisation du film du même nom
10. Le Masque du temps (Time Trap), 2005

- Bionicle Légendes (Bionicle Legends), par Greg Farsthey

1. L'Île de la damnation (Island of Doom), 2006
2. Sombre destin (Dark Destiny), 2006
3. Jeux de pouvoir (Power Play), 2006
4. L'héritage du mal (Legacy of Evil), 2006
5. L'enfer (Inferno), 2006
6. La cité des perdus (City of the Lost), 2006
7. Prisoners of the Pit, 2007
8. Downfall, 2007
9. Shadows in the Sky, 2008
10. Swamp of Secrets, 2008
11. The Final Battle, 2008

- Hors-série, par Greg Farshtey :
  1. Bionicle: Raid on Vulcanus, 2009
  2. Bionicle: The Legend Reborn, 2009, novélisation du film du même nom
  3. Bionicle: Journey's End, 2010

Guides encyclopédiques G1
- Bionicle: The Official Guide to Bionicle, Éditions Scholastic, 2003
- Bionicle: Metru Nui City of Legends, Éditions Scholastic, 2004
- Bionicle: Rahi Beasts, Éditions Scholastic, 2005
- Bionicle Encylopedia, Éditions Scholastic, 2005
- Bionicle: Dark Hunters, Éditions Scholastic, 2006
- Bionicle: World, Éditions Scholastic, 2007
- Bionicle Encyclopedia Updated, Éditions Scholastic, 2007
- Bionicle: Makuta's Guide to the Universe, Éditions AMEET, 2008
- Bionicle: Mata Nui's Guide to Bara Magna, Éditions AMEET, 2009

Romans Bionicle G2
1. Bionicle: Island of the Lost Masks, par Ryder Windham
2. Bionicle: Revenge of the Skull Spiders, par Ryder Windham
3. Bionicle: Escape from the Underworld, par Ryder Windham

### Musiques
La franchise Bionicle a généré diverses créations et collaborations musicales pour la promotion de la marque, avec notamment des groupes de musique à succès tels que The All-American Rejects  et le titre Move Along en 2006, ou encore Daughtry et son single Crashed en 2007.
La musique symphonique des films Bionicle a été nommée aux DVD Exclusive Awards, prix de la meilleure bande originale d'un film sorti directement en DVD, à deux reprises en 2003 et 2005. En 2017 et 2018, le compositeur de la musique de la trilogie originale de films d'animation Bionicle, Nathan Furst, a sorti successivement des versions remastérisées de la bande originale des trois films, avec des morceaux inédits :
- Bionicle: Mask of Light Original Score Soundtrack (14th Anniversary Release), sorti en mars 2017 par Nathan Furst
- Bionicle 2: The Legends of Metru Nui Original Score Soundtrack, sorti en décembre 2017 par Nathan Furst
- Bionicle 3: Web of Shadows Original Score Soundtrack, sorti en mars 2018 par Nathan Furst

Le 10 août 2023, une chanson hommage à l'univers des Toa été dévoilée par Cryoshell, groupe de rock alternatif danois ayant réalisé plusieurs musiques promotionnelles officielles de 2007 à 2010, en collaboration avec l'artiste Essenger pour la journée mondiale des fans de Bionicle. Le titre As Above, So Below, a été écouté des centaines de milliers de fois en quelques semaines.

## Figurines & ensembles officiels
De 2001 à 2016, ce sont plus de 260 figurines et ensembles de jouets Bionicle qui ont été commercialisés par le Groupe Lego.
La liste de ces ensembles ci-après comporte les références produits du fabricant devant le nom de chacun d'entre eux.

### Gamme Lego Bionicle G1
Ensembles de 2001
Tohunga
- 1388 Huki
- 1389 Onepu
- 1390 Maku
- 1391 Jala
- 1392 Kongu
- 1393 Matoro

Toa Mata
- 8531 Toa Pohatu
- 8532 Toa Onua
- 8533 Toa Gali
- 8534 Toa Tahu
- 8535 Toa Lewa
- 8536 Toa Kopaka

Turaga
- 8540 Turaga Vakama
- 8541 Turaga Matau
- 8542 Turaga Onewa
- 8543 Turaga Nokama
- 8544 Turaga Nuju
- 8545 Turaga Whenu

Rahi
- 8537 Nui-Rama
- 8538 Muaka & Kane-Ra
- 8539 Manas
- 8548 Nui-Jaga

Edition spéciale
- 8546 Power Pack

Ensembles de 2002
Bohrok
- 8560 Pahrak
- 8561 Nuhvok
- 8562 Gahlok
- 8563 Tahnok
- 8564 Lehvak
- 8565 Kohrak

Bohrok Va
- 8550 Gahlok Va
- 8551 Kohrak Va
- 8552 Lehvak Va
- 8553 Pahrak Va
- 8554 Tahnok Va
- 8555 Nuhvok Va

Toa Nuva
- 8566 Onua Nuva
- 8567 Lewa Nuva
- 8568 Pohatu Nuva
- 8570 Gali Nuva
- 8571 Kopaka Nuva
- 8572 Tahu Nuva

Titans
- 8556 Boxor
- 8557 Exo-Toa
- 8558 Cahdok & Gahdok

Edition spéciale
- 10023 Bionicle Master Builder

Ensembles de 2003
Bohrok Kal
- 8573 Nuhvok-Kal
- 8574 Tahnok-Kal
- 8575 Kohrak-Kal
- 8576 Lehvak-Kal
- 8577 Pahrak-Kal
- 8578 Gahlok-Kal

Rahkshi
- 8587 Panrahk
- 8588 Kurahk
- 8589 Lerahk
- 8590 Guurahk
- 8591 Vorahk
- 8592 Turahk

Matoran
- 8581 Kopeke
- 8582 Matoro
- 8583 Hahli
- 8584 Hewkii
- 8585 Hafu
- 8586 Macku

Titans
- 8593 Makuta
- 8594 Jaller & Gukko
- 8595 Takua & Pewku
- 8596 Takanuva

Edition spéciale
- 10201 Takutanuva

Ensembles de 2004
Vahki
- 8614 Nuurakh
- 8615 Bordakh
- 8616 Vorzakh
- 8617 Zadakh
- 8618 Rorzakh
- 8619 Keerakh

Toa Metru
- 8601 Toa Vakama
- 8602 Toa Nokama
- 8603 Toa Whenua
- 8604 Toa Onewa
- 8605 Toa Matau
- 8606 Toa Nuju

Matoran de Metru Nui
- 8607 Nuhrii
- 8608 Vhisola
- 8609 Tehutti
- 8610 Ahkmou
- 8611 Orkahm
- 8612 Ehrye

Titans
- 8621 Turaga Dume & Nivawk
- 8622 Nidhiki
- 8623 Krekka

Edition spéciale
- 8811 Toa Lhikan & Kikanalo

Ensembles de 2005
Visorak
- 8742 Visorak Vohtarak
- 8747 Visorak Suukorak
- 8743 Visorak Boggarak
- 8745 Visorak Roporak
- 8744 Visorak Oonorak
- 8746 Visorak Keelerak

Toa Hordika
- 8738 Toa Whenua Hordika
- 8739 Toa Onewa Hordika
- 8736 Toa Vakama Hordika
- 8741 Toa Nuju Hordika
- 8740 Toa Matau Hordika
- 8737 Toa Nokama Hordika

Rahaga
- 4879 Rahaga Iruini
- 4869 Rahaga Pouks
- 4868 Rahaga Gaaki
- 4878 Rahaga Bomonga
- 4870 Rahaga Kualus
- 4877 Rahaga Norik

Titans
- 8755 Keetongu
- 8756 Sidorak
- 8761 Roodaka

Edition spéciale
- 8762 Toa Iruini
- 8763 Toa Norik

Playsets
- 8758 La Tour des Toa
- 8757 Le Char d'assaut des Visorak
- 8759 La Bataille de Metru Nui
- 8769 La Porte des Visorak

Ensembles de 2006
Piraka
- 8901 Hakann
- 8902 Vezok
- 8903 Zaktan
- 8904 Avak
- 8905 Reidak
- 8906 Thok

Matoran de Voya Nui
- 8721 Velika
- 8722 Kazi
- 8723 Piruk
- 8724 Garan
- 8725 Balta
- 8726 Dalu

Toa Inika
- 8727 Toa Jaller
- 8728 Toa Hahli
- 8729 Toa Nuparu
- 8730 Toa Hewkii
- 8731 Toa Kongu
- 8732 Toa Matoro

Titans
- 8733 Axonn
- 8734 Brutaka
- 8764 Vezon & Fenrakk
- 8893 Umbra

Playsets
- 8882 L'Avant poste Piraka
- 8893 La Porte de la Chambre de Lave
- 8894 La Forteresse Piraka
- 8624 La Course pour le Masque de Vie

Ensembles de 2007
Barraki
- 8916 Takadox
- 8917 Kalmah
- 8918 Carapar
- 8919 Mantax
- 8920 Ehlek
- 8921 Pridak

Matoran de Mahri Nui
- 8929 Defilak
- 8930 Dekar
- 8931 Thulox
- 8932 Morak

Toa Mahri
- 8910 Toa Kongu
- 8911 Toa Jaller
- 8912 Toa Hewki
- 8913 Toa Nuparu
- 8914 Toa Hahli
- 8915 Toa Matoro

Titans
- 8935 Nocturn
- 8822 Gadunka
- 8923 Hydraxon
- 8924 Maxilos et Spinax
- 8940 Karzahni

Edition spéciale
- 8939 Lesovikk

Playsets
- 8925 Barraki Patrouille en eaux profondes
- 8926 Attaque sous-marine des Toa
- 8927 Chenille tout-terrain des Toa

Ensembles de 2008
Phantoka
- 8686 Toa Lewa
- 8685 Toa Kopaka
- 8687 Toa Pohatu
- 8692 Makuta Vamprah
- 8693 Makuta Chirox
- 8691 Makuta Antroz

Matoran de Karda Nui
- 8944 Tanma
- 8946 Photok
- 8945 Solek
- 8948 Gavla
- 8947 Radiak
- 8949 Kirop

Mistika
- 8690 Toa Onua
- 8688 Toa Gali
- 8689 Toa Tahu
- 8694 Makuta Krika
- 8696 Makuta Bitil
- 8695 Makuta Gorast

Titans
- 8697 Toa Ignika
- 8952 Mutran et Vican
- 8953 Makuta Icarax
- 8699 Takanuva

Véhicules
- 8698 Vultraz
- 8941 Rockoh T3
- 8942 Jetrax T6
- 8943 Axalara T9

Edition spéciale
- 8954 Mazeka

Ensembles de 2009
Glatorian
- 8980 Gresh
- 8983 Vorox
- 8981 Tarix
- 8978 Skrall
- 8982 Strakk
- 8979 Malum

Agori
- 8974 Tarduk
- 8877 Zesk
- 8975 Berix
- 8972 Atakus
- 8976 Metus
- 8873 Raanu

Glatorian Legends
- 8986 Vastus
- 8985 Akar
- 8989 Mata Nui
- 8987 Kiina
- 8984 Stronius
- 8988 Gelu

Titans
- 8990 Fero et Skirmix
- 8991 Tuma

Véhicules
- 8992 Cendox V1
- 8993 Kaxium V3
- 8994 Baranus V7
- 8995 Thornatus V9
- 8996 Skopio XV-1

Edition spéciale
- 8998 Toa Mata Nui

Ensembles de 2010
Bionicle Stars
- 7136 Skrall
- 7137 Piraka
- 7138 Rahkshi
- 7117 Gresh
- 7116 Tahu
- 7135 Takanuva

### Gamme Lego Bionicle G2
Ensembles de 2015
Toa (Maîtres élémentaires)
- 70784 Lewa - Maître de la Jungle
- 70785 Pohatu - Maître de la Pierre
- 70786 Gali - Maître de l'Eau
- 70787 Tahu - Maître du Feu
- 70788 Kopaka - Maître de la Glace
- 70789 Onua - Maître de la Terre

Protecteurs
- 70778 Protecteur de la Jungle
- 70779 Protecteur de la Pierre
- 70780 Protecteur de l'Eau
- 70781 Protecteur de la Terre
- 70782 Protecteur de la Glace
- 70783 Protecteur du Feu

Méchants
- 70791 Le Crâne guerrier
- 70792 Le Crâne trancheur
- 70793 Le Crâne découpeur
- 70794 Le Crâne scorpion

Titans
- 70790 Le Seigneur des Araignées squelettes
- 70795 Le Créateur de masque vs Crâne broyeur

Ensembles de 2016
Créatures élémentaires
- 71300 Uxar Créature de la Jungle
- 71301 Ketar Créature de la Pierre
- 71302 Akida Créature de l'Eau
- 71303 Ikir Créature du Feu
- 71304 Terak Créature de la Terre

Toa Unifiés
- 71305 Lewa - Unificateur de la Jungle
- 71306 Pohatu - Unificateur de la Pierre
- 71307 Gali - Unificateur de l'eau
- 71308 Tahu - Unificateur du Feu
- 71309 Onua - Unificateur de la Terre
- 71311 Kopaka & Melum - La fusion

Titans
- 71310 Umarak - Le Chasseur
- 71312 Ekimu Le Créateur De Masques
- 71316 Umarak Le Destructeur

Méchants
- 71313 Bête de lave
- 71314 Bête de tempête
- 71315 Bête de séisme